# Goephanes continentalis
Goephanes continentalis är en skalbaggsart som beskrevs av Stefan von Breuning 1957. Goephanes continentalis ingår i släktet Goephanes och familjen långhorningar. Inga underarter finns listade i Catalogue of Life.